# Zygopleuridae
Zygopleuridae zijn een uitgestorven familie van weekdieren uit de klasse van de Gastropoda (slakken).

## Taxonomie
De volgende taxa zijn bij de familie ingedeeld:
- Onderfamilie  † Ampezzopleurinae Nützel, 1998
- Onderfamilie  † Andangulariinae Nützel & Erwin, 2004
- Onderfamilie  † Zygopleurinae Wenz, 1938